# Linda Evangelista
Linda Evangelista (St. Catharines (Ontario), 10 mei 1965) is een Canadees supermodel.

## Biografie
Evangelista groeide op in een katholieke Italiaanse emigrantenfamilie. Al op jonge leeftijd had zij de ambitie om model te worden. Haar doorbraak kwam toen ze in 1978 meedeed aan de 'Miss Teen Niagara Contest' en werd gescout door een modellenbureau. Op dat moment was ze dertien jaar. Hoewel ze deze wedstrijd niet won, was dit de aanleiding voor een succesvolle modellencarrière. Deze begon in New York, waar ze een contract kreeg bij Elite Model. Maar al snel hield Evangelista het in Amerika voor gezien en vertrok zij naar Parijs om zich verder te ontwikkelen. Na drie jaar wachten kreeg Evangelista eindelijk, nadat ze haar haar -met tegenzin- kort had laten knippen door de beroemde kapper Julien Dy's, een grote opdracht voor de Amerikaanse editie van Vogue. Deze look was zo'n succes dat ze wereldwijd zes maanden achtereen op alle Vogue-omslagen te zien was.
Evangelista werkte vervolgens voor alle grote ontwerpers en cosmeticabedrijven, waaronder Calvin Klein, Chanel, L'Oréal, Dolce & Gabbana, Ralph Lauren, Thierry Mugler, Vivienne Westwood, Givenchy en Christian Dior. Zij realiseerde zich al snel dat de sleutel tot succes haar uiterlijke verscheidenheid betrof. Keer op keer veranderde ze van uiterlijk, waarbij haar kapsel en haarkleur een belangrijke rol speelden. Dit ging zo ver dat Evangelista werd gevraagd om aan het einde van een show haar hoofd uit de coulissen te steken om haar nieuwste kapsel te laten zien en daarmee in alle kranten stond. 
Net als collega-topmodel Helena Christensen, die speelde in een muziekclip van Chris Isaak, was Evangelista te zien in twee clips van George Michael: Freedom '90 en Too Funky. Ook doet Evangelista veel aan liefdadigheidswerk. Samen met Christy Turlington en Naomi Campbell vormde zij 'The Trinity', die veel deed voor borstkankeronderzoek. Beide grootmoeders en een vriendin van Evangelista waren al overleden aan deze ziekte.
Beroemde uitspraken van haar zijn: "We don't wake up for less than ten thousand dollar a day" en als reactie op het nummer Vogue van Madonna: "We don't Vogue, we are Vogue". Evangelista is nog steeds als model actief en gaf in een interview als antwoord op de vraag hoelang ze nog als model werkzaam wilde zijn: "I never stop".

### Privéleven
Tussen 1987 en 1993 was ze getrouwd met Elite-baas Gérald Marie. In 2003 kreeg ze een ster op Canada's Walk of Fame. Evangelista had een relatie met Andre Rau, voetballer Fabien Barthez en acteur Kyle MacLachlan. Ze is korte tijd verloofd geweest met restauranthouder Peter Morton.
Op 11 oktober 2006 kreeg zij in New York een zoon, na eerder een miskraam te hebben gehad. Het bleef lange tijd onbekend wie de vader was. In juli 2011 werd echter bekend dat François-Henri Pinault, zoon van François Pinault, de echtgenoot van actrice Salma Hayek, de vader is.
- Bibliothèque nationale de France: cb14175751c (data)
- Gemeinsame Normdatei: 1312467975
- International Standard Name Identifier: 0000 0001 1511 5888
- Library of Congress Control Number: no2008021149
- Nationale Bibliotheek van Letland: 000341798
- MusicBrainz: 9238455a-a2f8-4bbe-831b-ebc828d415f9
- Virtual International Authority File: 71192115
- WorldCat: E39PBJjMyMYcjrtwW7WvcvMMfq